# Кашина Маркезети (Кремона)
Кашина Маркезети је насеље у Италији у округу Кремона, региону Ломбардија.
Према процени из 2011. у насељу је живело 7 становника. Насеље се налази на надморској висини од 52 м.